# Alma Maria Mahler-Werfel
Alma Maria Mahler-Werfel, született Alma Maria Schindler (Bécs, 1879. augusztus 31. – New York, 1964. december 11.) osztrák író, zeneszerző.

## Családja
Édesapja Emil Jakob Schindler festő volt, aki 1892-ben hunyt el.

## Életpályája
1902-ben ment feleségül Gustav Mahler zeneszerzőhöz, akitől lánya, Anna Mahler szobrász született. Egy másik lányuk 1907-ben meghalt.
Tanára, Alexander von Zemlinsky irányításával számos zeneművet, dalt alkotott. Mahler 1911-ben bekövetkezett halála után szerelmi viszonyt tartott fenn Oskar Kokoschka festővel. 1915-ben feleségül ment Walter Gropius építészhez, akitől később elvált. 1929-ben házasságot kötött Franz Werfel íróval, akivel 1938-ban a nácizmus elől előbb Franciaországba, majd 1940-ben az Amerikai Egyesült Államokba emigrált. A két világháború közötti időszakban a szalonja számos művésznek és egyéb értelmiséginek a találkozóhelye volt.

## Emlékezete
Bécsben temették el, a grinzingi temetőben.
Joshua Sobol izraeli író 1996-ban egy egyszerre több színhelyen előadott színdarabot, ún. polidrámát írt Alma Mahlerről Alma - A Show Biz ans Ende címmel. Paulus Manker rendezésében azóta már számos országban játszották.

## Alma Mahler-Werfel mint zeneszerző
- Die stille Stadt, Vertonung eines Textes von Richard Dehmel
- In meines Vaters Garten, Vertonung eines Textes von Otto Erich Hartleben
- Laue Sommernacht, Text nicht von Falke, sondern von Otto Julius Bierbaum
- Bei dir ist es traut, Text von Rainer Maria Rilke
- Ich wandle unter Blumen, Text von Heinrich Heine

1915 veröffentlichte Alma Mahler-Werfel vier weitere Lieder, die 1901 beziehungsweise 1911 von ihr komponiert wurden:
- Licht in der Nacht, Text von Otto Julius Bierbaum
- Waldseligkeit, Text von Richard Dehmel
- Ansturm, gleichfalls eine Vertonung eines Textes von Richard Dehmel
- Erntelied, Text von Gustav Falke

1924 wurden fünf weitere ihrer Lieder veröffentlicht, deren Entstehungszeitpunkt bis auf ein Lied jedoch nicht bekannt ist:
- Hymne, Text von Novalis
- Ekstase, Text von Otto Julius Bierbaum
- Der Erkennende, Text von Franz Werfel. Das Lied wurde 1915 von Alma Mahler-Werfel komponiert.
- Lobgesang, Text von Richard Dehmel
- Hymne an die Nacht, Text von Novalis

2000 wurden zwei nachgelassene Lieder publiziert (hrsg. von Susan M. Filler, Hildegard Publ. Comp., Bryn Mawr, USA)
- Kennst du meine Nächte, Text unbekannt
- Leise weht ein erstes Blühn, Text von Rainer Maria Rilke

## Bibliográfia

### Művei

#### Zenedarabok
- Sämtliche Lieder für mittlere Stimme und Klavier. Universal Edition Nr. 18 016
- Fünf Gesänge. Musikverlag Josef Weinberger
- „Die stille Stadt“, „Ich wandle unter Blumen“. In: E. Rieger (Hg.): Frauen komponieren. 25 Lieder für Singstimme und Klavier. Schott Edition 7810

#### Életrajzi vonatkozású írásai
- And the Bridge is Love, in collaboration with E. B. Ashton (New York: Harcourt, Brace, 1958)
- Mein Leben. Frankfurt am Main, 1963 ISBN 3-596-20545-X
- Gustav Mahler. Erinnerungen und Briefe, Amsterdam 1940; Erinnerungen an Gustav Mahler. Hg.: Donald Mitchell, Frankfurt am Main, 1971; Gustav Mahler: Memories and Letters, trans. Basil Creighton, enlarged by Knud Martner and Donald Mitchell (Seattle: University of Washington Press, 1975)
- Tagebuch-Suiten 1898–1902. Hg: Anthony Beaumont und Susanne Rode-Breymann. Frankfurt am Main, 1997

#### Levelei
- Gustav Mahler. Briefe 1879–1911, Hrsg. von Alma Maria Mahler, Bécs, 1925
- Ein Glück ohne Ruh': Die Briefe Gustav Mahlers an Alma: Erste Gesamtausgabe (Hrsg.): Henry-Louis de La Grange, Günter Weiss & Knud Martner, Siedler Verlag, Berlin, 1995. Btb Bei Goldmann (1997)
- Friedrich Torberg: Liebste Freundin und Alma. Briefwechsel mit Alma Mahler-Werfel. Hrsg. von David Axmann u. Marietta Torberg. Langen Müller, München, 1987 ISBN 3-7844-2157-1

### Szakirodalom

#### Életrajzok
- Oliver Hilmes: Witwe im Wahn. Das Leben der Alma Mahler-Werfel. München: Siedler 2004 ISBN 3-88680-797-5

Hilmes verarbeitet erstmalig Mahler-Werfels bis dahin unzugängliche autobiographische Aufzeichnungen, in denen sie von sich selbst ein höchst unvorteilhaftes egomanisches, mitunter hysterisch überspanntes und zudem mit rassistischen Zügen durchsetztes Bild entwirft)
- Oliver Hilmes: Witwe im Wahn. Hörbuch (Spuren – Menschen die uns bewegen), gelesen von Paulus Manker, RandomHouse Audio, 2006
- Max Phillips: The artist's wife, New York 2002; Deutsch: Alma M, später: Ich nehme jeden, der mir gefällt. Das leidenschaftliche Leben der Alma Mahler, Lübbe 2002 és 2005 között

Biografischer Roman, der auf den Fakten der anderen Biografien beruht und keine eigene Sichtweise bietet
- Astrid Seele: Alma Mahler-Werfel. Rowohlt Taschenbuch Verlag, Reinbek bei Hamburg, 2001 ISBN 3-499-50628-9

Mit einer Charakterisierung Alma Mahlers und einer ausführlichen Berücksichtigung des Briefwechsels Almas mit Friedrich Torberg
- Joshua Sobol: Alma – A Show Biz ans Ende (Polydrama) Hg. von Paulus Manker, mit unveröffentlichten Photos aus Alma Mahlers Besitz, Bécs, 1998

Ein Simultandrama, ergänzt mit zahlreichen unveröffentlichten Photos aus Privatbesitz
- Susanne Keegan: The Bride of the Wind: The Life and Times of Alma Mahler-Werfel, Viking Press, New York, 1992
- Karen Monson: Alma Mahler-Werfel. Die unbezähmbare Muse, München, 1985
- Francoise Giroud: Alma Mahler, ou l'art d'être aimée, Robert Laffont 1985; (Alma Mahler oder die Kunst, geliebt zu werden, München, 1988; (angolul): Alma Mahler or the Art of Being Loved, Oxford University Press)

Giroud sieht Alma Mahler-Werfel vor allem als frühe Feministin
- Berndt Wilhelm Wessling: Alma – Gefährtin von Gustav Mahler, Oskar Kokoschka, Walter Gropius, Franz Werfel, List Taschenbuch Verlag, Düsseldorf, 1983 (Erstauflage) ISBN 3-612-65095-5

Die Biografie gilt als wenig objektiv und solide. Wessling wurde 1989 im „Spiegel“ als Fälscher entlarvt (Nr. 38/1989, S. 220–230). Treffen und Interviews mit Alma Mahler, die er in seinem Buch zitiert, hatten nie stattgefunden.
- Rode-Breymann, Susanne: Die Komponistin Alma Mahler-Werfel, Hannover, 1999
- Danielle Roster: Alma Mahler-Schindler. In: dies.: Die großen Komponistinnen. Insel Verlag, Frankfurt am Main 1998, S. 267–291. Mit Bibliografie und Diskografie in Auswahl ISBN 3-458-33816-0
- Robert Schollum: Die Lieder von Alma Schindler-Mahler. In: Österreichische Musikzeitschrift, 8/1979, 544–551. o.

#### Férfiak Alma életében
Gustav Mahler
- Henry-Louis de La Grange: Gustav Mahler. Chronique d’une vie. Fayart, Paris

1. 1860–1900, 1979
2. L'âge d’or de Vienne 1900–1907, 1983
3. Le génie foudroyé 1907–1911, 1984

- Kurt Blaukopf: Gustav Mahler oder Der Zeitgenosse der Zukunft. Dtv, München, 1980 ISBN 3-423-00950-0
- Henry-Louis de la Grange, Günther Weiß: Ein Glück ohne Ruh'. Die Briefe Gustav Mahlers an Alma. Erste Gesamtaugabe. Berlin, Siedler Verlag, 1995 ISBN 3-88680-577-8
- Jens M. Fischer: Gustav Mahler. Der fremde Vertraute. Zsolnay, Bécs, 2003 ISBN 3-552-05273-9 (a Mahler és Alma közötti házasság részletes leírása)
- Oliver Hilmes: Im Fadenkreuz. Politische Gustav-Mahler-Rezeption 1919–1945, Eine Studie über den Zusammenhang von Antisemitismus und Kritik an der Moderne. Verlag P. Lang, Frankfurt/M., 2003 ISBN 3-631-51041-1

Walter Gropius
- Reginald B. Isaacs: Walter Gropius. Der Mensch und sein Werk. Ullstein, Frankfurt/M., 1985 ISBN 3-548-27544-3 és 1986 ISBN 3-548-27548-6

Oskar Kokoschka
- Oskar Kokoschka: Mein Leben. Bruckmann, München, 1971
- Oskar Kokoschka: Briefe. Claassen, Düsseldorf

1. 1905–1919. 1984 ISBN 3-546-45580-0
2. 1919–1934. 1985 ISBN 3-546-45582-7
3. 1934–1953. 1986 ISBN 3-546-45584-3
4. 1953–1976. 1988 ISBN 3-546-45586-X

- Alfred Weidinger: Kokoschka und Alma Mahler. Dokumente einer leidenschaftlichen Begegnung. Prestel Verlag, München, 1996 ISBN 3-7913-1711-3
- Hilde Berger: Ob es Haß ist, solche Liebe? Oskar Kokoschka und Alma Mahler. Herder, Freiburg/B., 2001 ISBN 3-451-05103-6

Franz Werfel
- Peter S. Jungk: Franz Werfel. Eine Lebensgeschichte. Fischer-Verlag, Frankfurt/M., 2001 ISBN 3-596-14975-4
- Norbert Abels: Franz Werfel. Mit Selbstzeugnissen und Bilddokumenten. Rowohlt, Reinbek, 2002 ISBN 3-499-50472-3
- Lore B. Foltin: Franz Werfel. Metzler, Stuttgart, 1972 ISBN 3-476-10115-0

Johannes Hollnsteiner
- Friedrich Buchmayr: Der Priester in Almas Salon. Johannes Hollnsteiners Weg von der Elite des Ständestaates zum NS-Bibliothekar. Verlag der Bibliothek der Provinz, Weitra, 2003 ISBN 3-85252-461-X

#### Említése életrajzokban
Alma Mahler-Werfelt a 20. század első felére emlékező számtalan életrajzban említik, így:
- Elias Canetti: Das Augenspiel. Lebensgeschichte 1931–1937. Fischer Verlag, Frankfurt/M., 1997 ISBN 3-596-29140-2
- Milan Dubrovic: Veruntreute Geschichte. Die Wiener Salons und Literatencafes. Aufbau-Verlag, Berlin, 2001 ISBN 3-7466-1703-0
- Claire Goll: Ich verzeihe keinem. Eine literarische Chronique scandaleuse unserer Zeit. Droemer Knaur Verlag, München, 1999 ISBN 3-426-72223-2
- Gina Kaus: Von Wien nach Hollywood. Erinnerungen. Suhrkamp, Frankfurt/M., 1990 ISBN 3-518-38257-8
- Ernst Krenek: Im Atem der Zeit. Verlag Hoffmann und Campe, Hamburg, 1998 ISBN 3-455-11170-X
- Katia Mann: Meine ungeschriebenen Memoiren. Fischer Verlag, Frankfurt/M., 2004 ISBN 3-596-14673-9
- Klaus Mann: Der Wendepunkt. Ein Lebensbericht. Rowohlt, Reinbek, 2006 ISBN 3-499-24409-8
- Gottfried Reinhardt: Der Liebhaber. Erinnerungen seines Sohnes Gottfried Reinhardt an Max Reinhardt. Droemer Knaur, München, 1975 ISBN 3-426-00414-3
- Walter Slezak: Wann geht der nächste Schwan? Piper, München, 1989 ISBN 3-492-10769-9
- Bruno Walter: Thema und Variationen. Erinnerungen und Gedanken. Fischer Verlag, Frankfurt/M., 1988 ISBN 3-10-390502-5
- Berta Zuckerkandl: Österreich intim. Erinnerungen 1892–1942. Ullstein, Frankfurt/M., 1988 ISBN 3-548-20985-8
- Carl Zuckmayer: Als wär’s ein Stück von mir. Horen der Freundschaft. Fischer Verlag, Frankfurt/M., 2006 ISBN 3-10-034112-0

## Magyarul
- Férjeim, szerelmeim; ford. Kőszegi Imre, K. Vadász Lilly; Gondolat, Budapest, 1991
- Françoise Giroudː Alma Mahler avagy A hódítás művészete; ford. Várkonyi Benedek; Európa, Budapest, 2001
- Oliver Hilmes: A fekete özvegy. Alma Mahler-Werfel élete, ford. Kelenhegyi Andor; Rózsavölgyi és Társa, Budapest, 2019